# Петров, Сергей Порфирьевич
Петро́в Серге́й Порфи́рьевич (3 [15] октября 1889, с. Аттиково, Чебоксарский уезд, Казанская губерния, Российская империя — 15 февраля 1942, Долинка, Казахская ССР, СССР) — советский государственный и партийный деятель. Первый секретарь Чувашского обкома ВКП(б) (1926—1937). Входил в состав особой тройки НКВД Чувашской АССР.

## Биография

### Происхождение
Родился в бедной чувашской крестьянской семье 3 октября (по метрической записи). В своей автобиографии он писал: «В 1903 году, когда мне было 13 лет, я получил свидетельство об окончании земского начального училища и осенью, в последние дни навигации, тихонько от родителей убежал в Казань. Так я порвал с деревней». Скитался по городам, работал посудником в чайных и ресторанах, сортировщиком яиц в купеческих перевалочных базах, продавцом в трактирах и постоялых дворах.
В конце 1907 года С. Петров переехал в Самару к дяде, музыканту, играющему на гуслях. С его помощью он выучился игре на гармонике и рояле и устроился работать трактирным музыкантом, выступал в ресторанах. В 1913 году Сергей Порфирьевич закончил счетоводные курсы, а в 1914 году выучился на вагоновожатого. Работал кондуктором и вагоновожатым.
В 1916 году С. П. Петров был мобилизован в российскую армию.

### Участие в революциях
В 1917 году С. П. Петров в составе одного из полков участвовал в Февральской и Октябрьской революциях в Петрограде. В августе 1917 года вступил в ряды РСДРП(б). Из армии вернулся в Самару, где работал в революционном трибунале, секретарём профсоюза железнодорожников. Осенью 1918 года Самарский губернский комитет РКП(б) направил С. Петрова на работу в Главное управление Самаро-Златоустовской железной дороги.
В апреле 1919 года С. П. Петров по партийной мобилизации вступил в Красную Армию, где участвовал в формировании продовольственного полка, а затем стал его политическим комиссаром. В августе-ноябре 1919 года возглавил политотдел 20-й отдельной стрелковой бригады. В последующие годы С. Петров служил политработником в 13-й, 60-й, 147-й отдельных стрелковых бригадах, с мая по сентябрь 1921 года был военкомом и начальником политотдела 145-й стрелковой бригады.

### Партийная деятельность
В конце 1923 года Петрова отозвали на партийную работу: работал секретарём Центрального райкома Самары, заместителем заведующего организационным отделом Самарского губкома партии, а с ноября 1925 года по июль 1926 года — секретарём Бугуруслановского укома партии.
Летом 1926 года секретарь ЦК ВКП(б) С. В. Косиор предложил С. П. Петрову работу в Чувашском обкоме, где большинство членов партии не обладало достаточной политической грамотностью, среди руководящих работников возникали группировки, часто менялись секретари обкома и другие должностные лица. Косиору было известно, что Бугуруслан тоже отличался «междоусобицами», но Петрову удалось там за короткое время «прекратить выяснение отношений», поднять дисциплину, сплотить актив. Теперь ему предлагалось «оздоровить чувашскую парторганизацию». В то время С. П. Петров учился на курсах партийных работников в Москве.
В Чебоксары С. П. Петров прибыл в конце лета 1926 года. Здесь его выдвинули делегатом на XV конференцию ВКП(б), в октябре 1926 года его ввели в состав обкома, а в декабре на организационном объединённом пленуме обкома и областной контрольной комиссии (ОКК) по рекомендации ЦК избрали ответственным секретарём Чувашского обкома партии (в 1932 году должность стала именоваться «первый секретарь обкома»).

### Преследование «националистов»
Летом 1928 года руководство Чувашской АССР начало кампанию против бывшего руководителя Чувашской автономии Д. С. Эльменя. 2 декабря 1930 года на заседании партийного бюро Нижегородского коммунистического института Д. С. Эльмень был исключён из коммунистической партии. Д. С. Эльмень считал, что все это — «дело рук С. П. Петрова», ставшего ответственным секретарём чувашского обкома партии в 1926 году и видевшего в Д. С. Эльмене конкурента.
Первыми, кто попал под критику С. П. Петрова, оказались делегаты первого Всечувашского краеведческого съезда и участники празднования 60-летия Симбирской чувашской школы и 80-летия её основателя И. Я. Яковлева, состоявшихся в 1928 году. В начале 30-х гг. они были обвинены в том, что являлись проводниками «националистической, кулацкой точки зрения».
Созданное в 1921 году при участии Д. С. Эльменя Общество изучения местного края, ставшее массовым научно-культурным движением, фактически было разогнано.
Борьба с «националистами» развернулась и в области чувашского языкознания. Ряд представителей интеллигенции (Д. П. Юман, Ф. Т. Тимофеев, Г. И. Вантер) в 1932 году подверглись критике за использование «старых, выходящих из употребления чувашских слов в своей литературной практике». К «кулацко-националистическому творчеству» была отнесена серия произведений П. П. Хузангая, якобы «густо насыщенных восточными словами, совершенно непонятными для читающей массы».
Критике подверглись работы русского языковеда, создателя чувашского словаря Н. И. Ашмарина, обозначенного представителем «миссионерской националистической идеологии в области чувашского научного языковедения». Выступая на научной конференции по совершенствованию терминологии и орфографии чувашского языка (15—17 июля 1935), С. П. Петров заявил: в словаре Ашмарина «не только порнографии много, но там есть прямая контрреволюция». Критикуя установки «старых специалистов в области языкознания», он поучал, как писать по-чувашски (например, слово «коллективизация»): «Начали толковать. Но слово стало международным. Почему его не принять как „коллективизация“. Или возьмите слово „кислород“ или „капитал“. Их не надо переделывать… Ведь родной язык нужен для того, чтобы на основе родного языка люди как можно скорее усвоили сумму знаний и пройденный путь пролетариата… Он нужен для обеспечения мировой пролетарской революции … разящей врага, организующей массы на борьбу за социализм».
В середине 1930-х годов была ликвидирована Комиссия по реализации чувашского языка, созданная при ЦИК Чувашской АССР. Процесс форсирования нивелировки национально-языковых различий в Чувашии и оттеснения языка титульного этноса на второй план усилился после решения бюро обкома ВКП(б) от 13 января 1936 года о введении преподавания в 8—10 классах всех дисциплин на русском языке.
В эти же годы была постепенно свернута политика коренизации, благодаря которой чувашей на 1 января 1935 года среди работников наркоматов и республиканских учреждений было 67,7 % (в 1924 г. — 40 %), в районных учреждениях представители коренного населения составляли 90—100 %. Но во второй половине 30-х гг. многие руководящие работники, а также представители национальной интеллигенции были репрессированы. После «изъятия» национальных кадров основные посты в руководящих органах автономии заняли русские: обком ВКП(б) возглавляли секретари А. А. Волков, потом И. М. Чарыков, председателем Совнаркома стал А. В. Сомов, первым секретарем обкома ВЛКСМ — Д. Т. Пароятников (бывший инструктор ЦК ВЛКСМ) и др.
Была ликвидирована существовавшая вплоть до 1930-х годов широкая сеть чувашских представительств при центральных органах в Москве: Представительство Чувашской АССР при ВЦИК, чувашские секции при отделах ЦК ВКП(б) и ЦК ВЛКСМ, чувашские отделы Наркомпроса РСФСР и Центрального издательства народов Востока и т. п. Прекратили свою деятельность Московское общество изучения чувашской культуры, было приостановлено издание в Москве центральной массовой газеты на чувашском языке «Коммунар».
К середине 1930-х гг. из всех официальных решений и документов партийных и советских органов автономии практически исчезает упоминание о наличии в других регионах страны диаспорных групп чувашей-соплеменников. Был нивелирован опыт учёта интересов всех этнотерриториальных групп чувашей, освоенный в конце XIX — начале XX вв. И. Я. Яковлевым и основанной им в Симбирске чувашской учительской школой.

### Процессы над «врагами народа»
В 1935 году С. П. Петров направил все усилия на то, чтобы оказывать всемерную помощь судебным органам в проведении процессов над «врагами народа».
В июле 1936 года было разослано очередное письмо обкома ВКП(б), на этот раз «О террористической деятельности троцкистско-зиновьевского контрреволюционного блока по Чувашской областной парторганизации». В августе того же года было принято постановление «О мероприятиях по усилению партийной бдительности в учебных заведениях», в октябре — «О работе первичных парторганизаций при Канашском и Цивильском педтехникумах». В том же году в Чувашии начались аресты и привлечение к ответственности за «контрреволюционную деятельность».
В соответствии с решением Политбюро ЦК ВКП(б) П51/187 от 09 июля 1937 года и приказом НКВД № 00447 от 30 июля 1937 года в состав «тройки» по Чувашской АССР вошли нарком внутренних дел Розанов А. М. (председатель тройки), 1-й секретарь обкома Петров С. П., прокурор республики Элифанов С. И.
Пик террора пришёлся на 1937 год. Он затронул все слои населения. Больше всего пострадали работники партийно-государственного и хозяйственного аппарата. Подверглись репрессии работники образования, деятели литературы и искусства, печати и руководство обкома ВЛКСМ.

### Арест и смерть
Посланные из Москвы в Чебоксары в 1936 году уполномоченный Комиссии партийного контроля при ЦК ВКП(б) М. М. Сахьянова и инструктор ЦК ВЛКСМ О. П. Мишакова пришли к выводу, что С. П. Петров не внушает доверия, что Чувашия стала антипартийным, антисоветским, вражески-шпионским гнездом.
Сахьянова М. М. потребовала массового разоблачения врагов Советской власти, «оказавшихся в партийных, советских, профсоюзных и хозяйственных аппаратах Чувашской АССР», Мишакова О. П. разоблачала «врагов народа» в аппарате обкома ВЛКСМ.
В октябре 1937 года начался судебный процесс над бывшими руководящими работниками республики. На скамье подсудимых оказались председатель СНК республики В. И. Токсин, второй секретарь обкома Я. А. Андреев, зам. председателя СНК А. Я. Яковлев, секретарь ЦИК ЧАССР А. Х. Харитонов, председатель Госплана республики Г. И. Иванов, заведующий отделом обкома И. Д. Кузнецов, нарком просвещения Е. С. Чернов, секретарь областного комитета ВЛКСМ А. С. Сымокин, секретарь Чебоксарского горкома партии Ф. М. Зефиров, нарком торговли Л. С. Чернов, председатель совета Осоавиахима Чувашии М. Т. Ермаков, военком республики Т. П. Хрисанфов. 
28 декабря 1938 года Челябинским УНКВД был арестован Сергей Порфирьевич Петров.
Пятеро из названной группы — Петров, Андреев, Токсин, Иванов и Ермаков, будто бы возглавлявшие организацию, были приговорены к расстрелу, остальные — к лишению свободы от десяти до двадцати лет.
13 февраля 1941 года военный трибунал ПРИВО, после пересмотра дела, заменил приговор к расстрелу десятью годами содержания в лагерях, сократил сроки наказания И. Д. Кузнецову и Е. С. Чернову.
Петров С. П. умер в заключении в посёлке Долинское Казахской ССР 15 февраля 1942 (по другим данным скончался 10 марта 1942 года в селе Доменское Карагандинской области Казахской ССР).

## Награды
В июне 1935 года «За выдающиеся заслуги в деле проведения в течение ряда лет основных сельскохозяйственных работ, культурного строительства и по выполнению обязательств перед государством» С. П. Петров был награждён орденом Ленина.

## Память
Именем С. П. Петрова названа улица в Чебоксарах (улица Парковая 30 января 1964 года была переименована в улицу Сергея Петрова).
В 1956 году Комитет государственной безопасности Чувашской АССР передал в партийный архив Чувашского обкома КПСС (ныне РГУ «Госархив современной истории Чувашской Республики») документы, принадлежавшие С. П. Петрову, которые и образовали его личный фонд.
Совместным постановлением бюро Чувашского обкома КПСС, Президиума Верховного Совета и Совета Министров Чувашской АССР от 04 сентября 1979 года «За долголетнюю и плодотворную работу, большой вклад в развитие экономики и культуры Чувашской Республики» и в связи с 90-летием со дня рождения Петров занесен (посмертно) в Почётную Книгу Трудовой Славы и Героизма Чувашской АССР.